# Центар-Долина Лоаре
Центар-Долина Лоаре (фр. Centre-Val de Loire; до 2015. — Центар, фр. Centre) је регион Француске која се састоји од шест департмана.

## Историја
Године 1429. за време Стогодишњег рата, код Орлеана се одиграла битка, где је француска војска на челу са Јованком Орлеанком протерала Енглезе из Француске.
Регион се састоји од четири историјске француске провинције:
- Орлеане
- Турен
- Бери
- и дела провинције Перш (остатак провинције Перш се налази у Доњој Нормандији и Лоари)

## Администрација
Регионално веће се састоји од 77 места.
Након локалних избора 2004. распоред је овакав:
- коалиција PS-Les Verts-PRG-PCF има 48 заступника
- коалиција UMP-UDF има 20 заступника
- FN (Национални фронт) има 9 заступника

## Географија
Главно обележје региона Центар је долина Лоаре. То је плодно земљиште кроз које протиче река Лоара.
Регион Центар граничи се са регионима Оверња, Бургундија, Париска регија, Лимузан, Горња Нормандија, Доња Нормандија, Лоара и Поату-Шарант.

## Економија
Регион Центар је први у Европи по производњи житарица и пета по реду индустријска регија Француске.
2004. године, ова регија је била :
- прва регија по производњи лекова
- друга регија по производњи козметичких производа
- друга регија по производњи електричне енергије
- четврта регија по Високо-технолошкој индустрији

Осовина Орлеане-Шартр се назива козметичка долина због великог броја индустрије тог типа.

## Становништво
Регион је трећи у Француској по броју становника. Од 1990. до 1999. просечан раст становништва годишње је био 0,32%.
Места у регији са највећим бројем становника (1999) су била :
- Тур
- Орлеан
- Бурж
- Шартр
- Блоа
- Шатору
- Монтражи
- Дре